# Conops
Conops är ett släkte av tvåvingar. Conops ingår i familjen stekelflugor.

## Bildgalleri

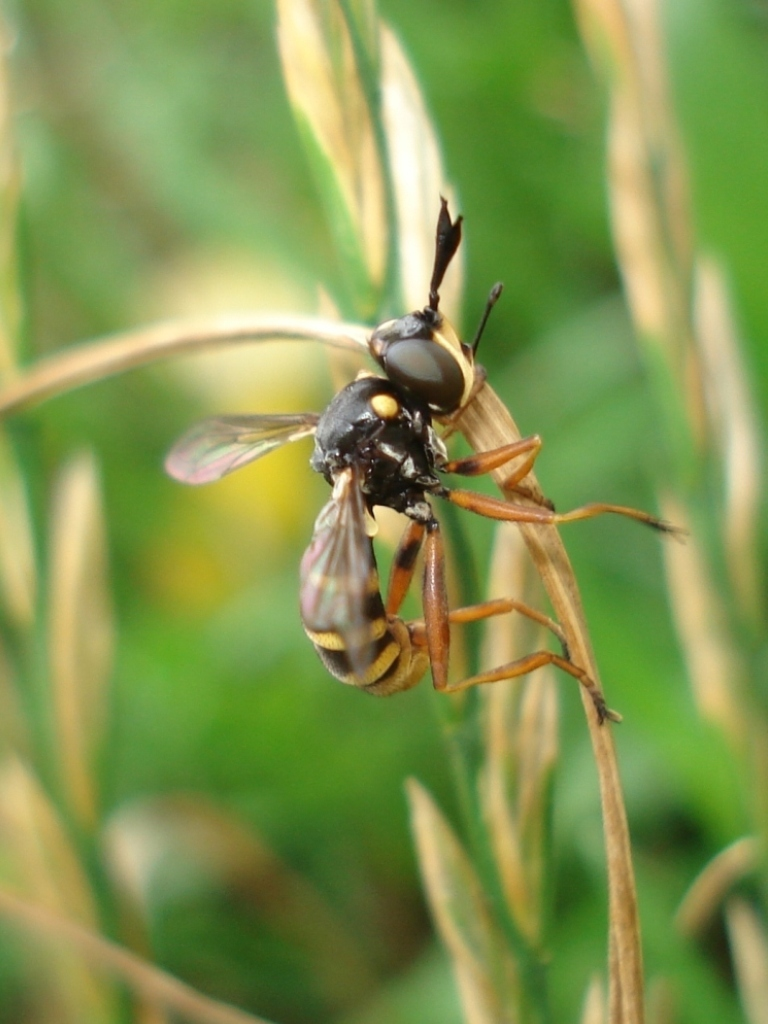
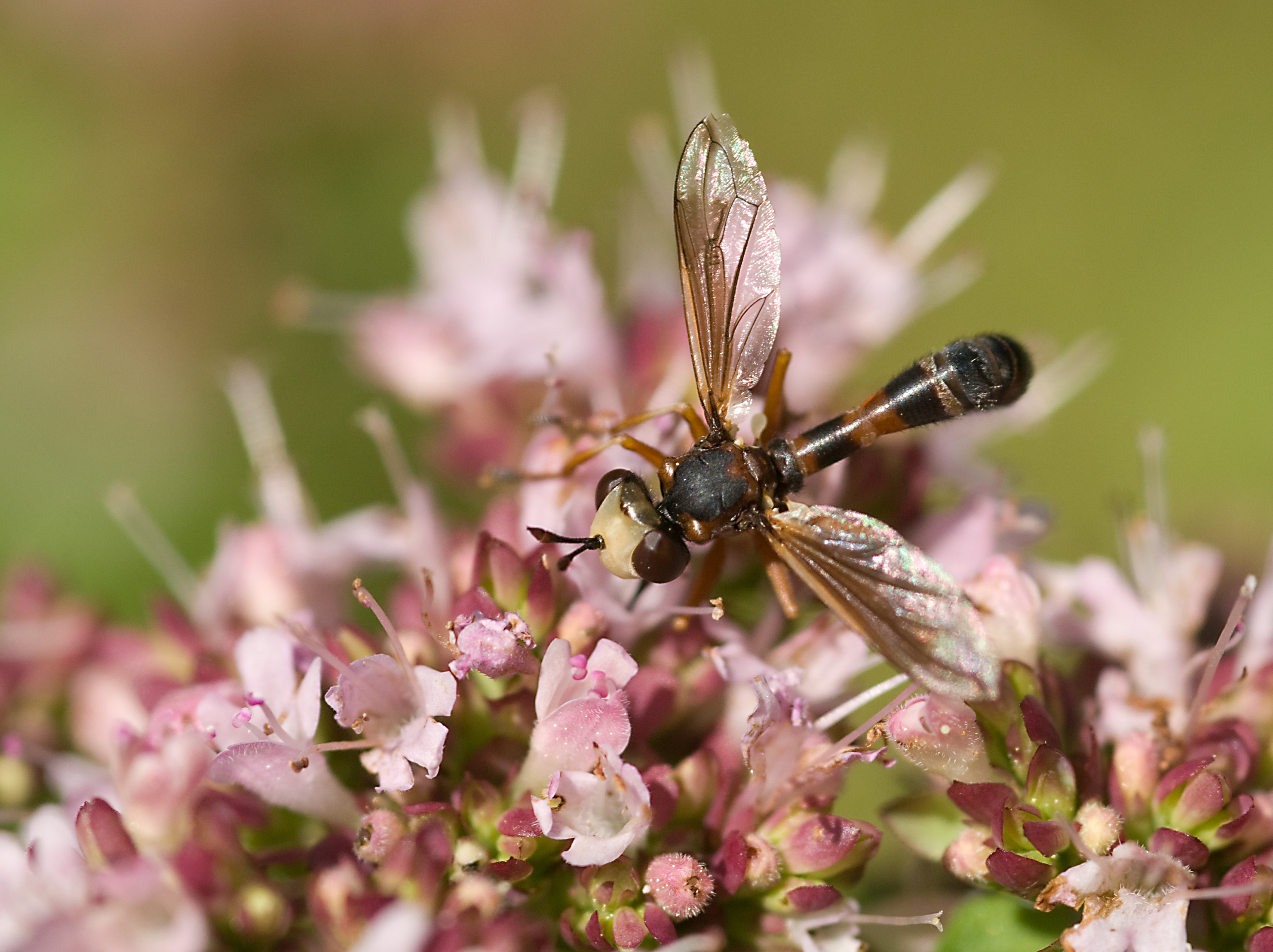

## Dottertaxa tillConops, i alfabetisk ordning[1][2]
- Conops aegyptiacus
- Conops affinis
- Conops africanus
- Conops annulatus
- Conops annulosus
- Conops apicalis
- Conops archiconopsoides
- Conops argentispatium
- Conops ater
- Conops atratus
- Conops atrogonius
- Conops atroviolaceus
- Conops aurantius
- Conops auratus
- Conops aureifasciatus
- Conops aureiventris
- Conops aureocinctus
- Conops aureocingulatus
- Conops aureofuscus
- Conops aureolus
- Conops aureomaculatus
- Conops aureomicans
- Conops aurulentus
- Conops australianus
- Conops badius
- Conops bakeri
- Conops bellatus
- Conops bellus
- Conops bequaerti
- Conops bermudensis
- Conops bicingulatus
- Conops bigoti
- Conops bilineatus
- Conops bipunctatus
- Conops bouvieri
- Conops braunsii
- Conops brevirostris
- Conops brunneomaculatus
- Conops brunneosericeus
- Conops brunnifrons
- Conops brunnipennis
- Conops camaronensis
- Conops capensis
- Conops castaneus
- Conops celebensis
- Conops ceriaeformis
- Conops ceylonicus
- Conops chinensis
- Conops chochensis
- Conops chvalai
- Conops cinereus
- Conops claripennis
- Conops concolor
- Conops congoensis
- Conops conwayae
- Conops curtirostris
- Conops curtulus
- Conops decipiens
- Conops diffusipennis
- Conops elegans
- Conops fasciata
- Conops fenestralis
- Conops ferruginosus
- Conops flavicauda
- Conops flaviceps
- Conops flavifrons
- Conops flavipes
- Conops flavus
- Conops fraternus
- Conops frontalis
- Conops frontosus
- Conops fulvicornis
- Conops geminatus
- Conops grahami
- Conops guineensis
- Conops halteratus
- Conops hanazonensis
- Conops hexagonus
- Conops hwangi
- Conops inconspicuus
- Conops indicus
- Conops insignis
- Conops izuoshimensis
- Conops javanicus
- Conops kanoi
- Conops keiseri
- Conops kerteszi
- Conops kulinicus
- Conops kuriensis
- Conops licenti
- Conops lieftinki
- Conops longiventris
- Conops luteus
- Conops maculatus
- Conops maculiventris
- Conops malayensis
- Conops metaxantha
- Conops miuchus
- Conops natalensis
- Conops nigeriensis
- Conops nigrescens
- Conops nigrifrons
- Conops nigripes
- Conops nigritarsis
- Conops nigriventris
- Conops nigrofasciatus
- Conops nitidulus
- Conops nitidus
- Conops nobilis
- Conops nubeculipennis
- Conops nubeculosus
- Conops olivaceus
- Conops opimus
- Conops ornatus
- Conops pactyas
- Conops pallidemarginatus
- Conops philippinensis
- Conops platyfrons
- Conops pruinosus
- Conops pseudogigas
- Conops pulcher
- Conops punctatus
- Conops punctifrons
- Conops punctitarsis
- Conops quadrifasciatus
- Conops quadripunctatus
- Conops rondanii
- Conops rubricornis
- Conops rubripes
- Conops ruficornis
- Conops rufifrons
- Conops rufigaster
- Conops rufitarsis
- Conops rufiventris
- Conops rufofasciatus
- Conops rufofemoralis
- Conops rufomaculatus
- Conops rugifrons
- Conops santaroi
- Conops satanicus
- Conops scutellatus
- Conops selangorensis
- Conops seminiger
- Conops sericeus
- Conops silaceus
- Conops simplex
- Conops simulans
- Conops sparsus
- Conops strigatus
- Conops stuckenbergi
- Conops sumatrensis
- Conops szechwanensis
- Conops tenthrediniformis
- Conops thecoides
- Conops thecus
- Conops theryi
- Conops thoracicus
- Conops tienmushanensis
- Conops tifedarius
- Conops tomentosus
- Conops trichus
- Conops tristis
- Conops unicolor
- Conops valoka
- Conops vaulogeri
- Conops weinbergae
- Conops velutinus
- Conops verus
- Conops vesicularis
- Conops vitellinus
- Conops zonatus